# 杏仁桉
杏仁桉（学名：Eucalyptus regnans），又名叫杏仁香桉，属于桃金孃科的一种树木。该树木是开花植物中最高的，生长在大洋洲澳大利亚的东南部地区。
杏仁桉是常绿植物，生长地带多位于年降雨量约1200毫米的凉爽山区。杏仁桉生长迅速，一年可增长一米，生长50年后可能达到65米的高度。
杏仁桉是世界上最高的树种之一。现存最高的杏仁桉是一棵名为百夫长的树，位于塔斯马尼亚，高度为100米。历史上，澳大利亚有过更高的杏仁桉。有可靠记录证实，1881年所砍伐的一棵杏仁桉高达114.3米。而另一份记录声称，1871-1872年间，维多利亚Watts River地区有过一棵高达132.6米的杏仁桉，不过，尽管该记录的第一手测量资料来自于林业官员，这份记录并未获得广泛承认。此外，历史传闻中还有一些更高的杏仁桉。维多利亚的植物学家Ferdinand von Mueller声称自己亲自测量过一棵高128米的杏仁桉，并提到说有人测量过一棵倒下的杏仁桉长146米。政府勘测员David Boyle表示曾经在1862年测量过一棵119.5米的杏仁桉。